# Guerras de bandos
Las guerras de bandos o guerras banderizas, también conocidas como luchas de bandos o luchas banderizas, son una serie de enfrentamientos que se dieron en el territorio de lo que hoy son el País Vasco y Cantabria a fines de la Edad Media, en el último cuarto del siglo XIV. La epidemia de peste de 1350 generó una crisis de la producción agrícola con hambrunas. Muchas zonas rurales quedaron deshabitadas y había que «poblarlas»: es decir, restaurar un orden feudal personificado por un pariente del linaje dominante en la zona que se establecía en el pueblo vacante, lo que provocó conflictos. Fue también una declinación local de la guerra civil castellana, una lucha fratricida en un clima de violencia, entre el rey Pedro el Cruel y su rival Enrique II. La repartición de las territorios del País Vasco, la merindad de Trasmiera y el norte de Castilla entre los señores feudales, iniciada por Pedro el Cruel en el famoso Becerro de las Behetrías de Castilla en 1366, no pudo llevarse a cabo por su fratricidio y no quedaron claras las afectaciones de los territorios entre señores. Esta confusión se resolvió a través de una serie de episodios bélicos donde prevalecía la ley del más fuerte, la fecundidad de estos linajes y las alianzas políticas entre clanes. Estos enfrentamientos, que tuvieron como protagonistas a los diferentes linajes de la nobleza rural, cesaron solo con la imposición de la autoridad real de Fernando II de Aragón e Isabel de Castilla, los Reyes Católicos.
Gran parte de estos acontecimientos son conocidos gracias a la obra de Lope García de Salazar, en el libro XXI de su obra Bienandanzas e fortunas.

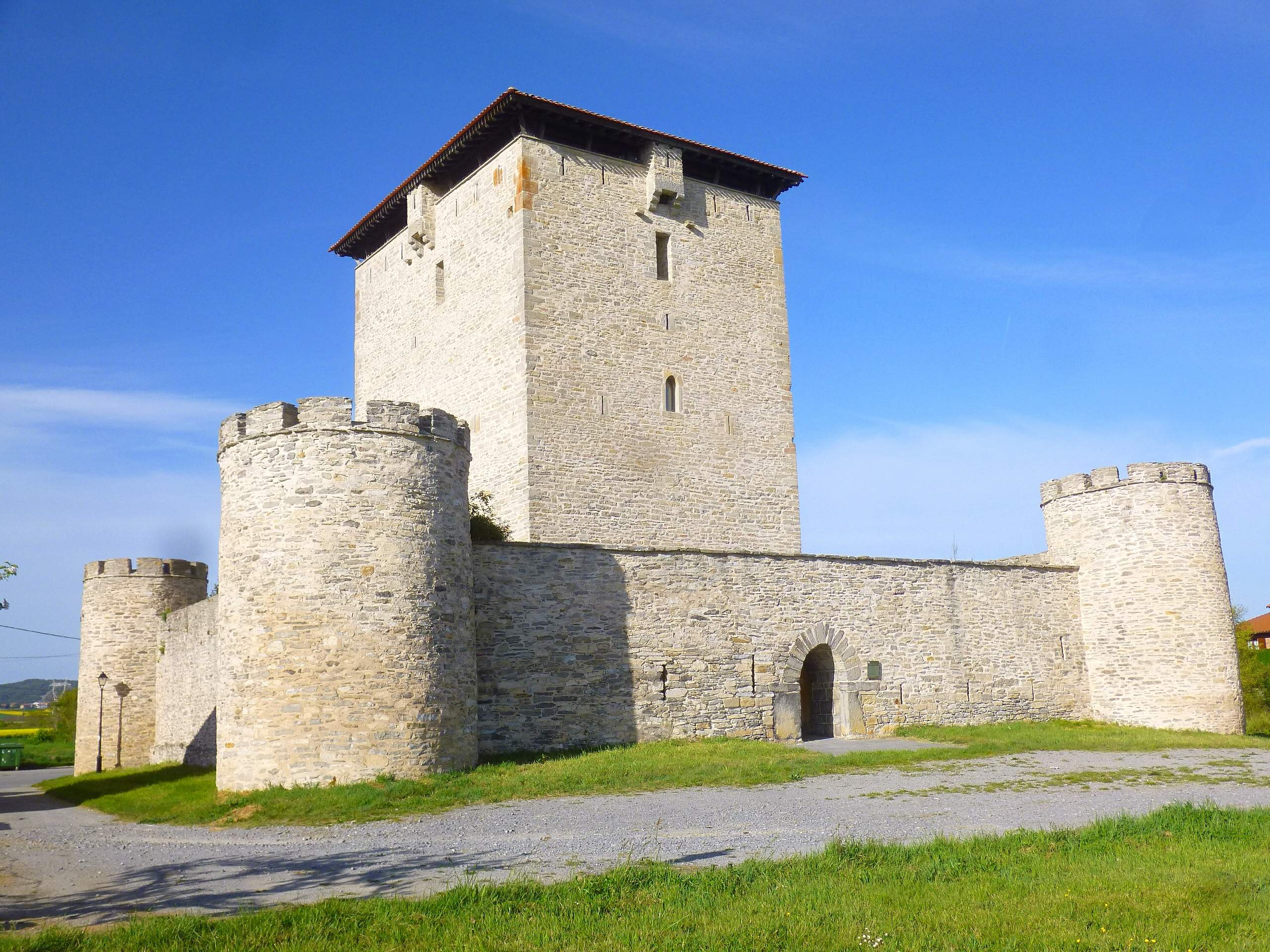
Torre de Mendoza, en Álava.

## Los bandos enfrentados
En estas luchas se engloban tres tipos de enfrentamientos: la nobleza contra el campesinado, la nobleza contra las villas y la nobleza contra sí misma. Este último es el más representativo de los enfrentamientos. En él, los diferentes linajes de la nobleza rural de los territorios de Vizcaya, Guipúzcoa y Álava se aglutinaron en torno a dos familias, los Gamboa y los Oñaz, dando origen a los bandos de los gamboínos y oñacinos.
En Cantabria: en la zona de Trasmiera, la lucha se polarizó entre Giles (Linaje de Solórzano) y Negretes (Linaje de Agüero) entre 1390 y 1409, mientras que en la frontera con Vizcaya, se enfrentaron entre 1450 y 1457 los Giles (Linajes de Marroquín, Castillo y Velasco) con los Garcia de Salazar aliados a los Gamboínos.

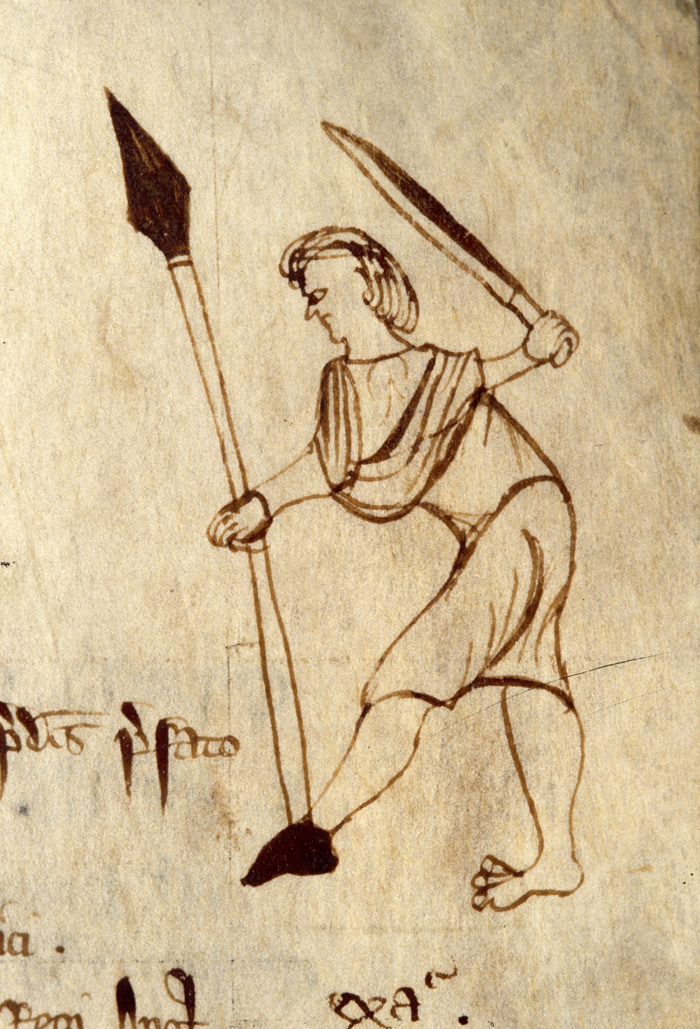
Guerrero, según un dibujo del.

Los linajes estaban conformados por una extensa comunidad unida entre sí por lazos de sangre frente a la cual se situaban los llamados parientes mayores, las familias con más posesiones y riqueza, y se sumaban a ellos otros miembros de la sociedad medieval, como los encomendados, que ofrecen prestaciones económicas y trabajo como contrapartida a su seguridad; atreguados, individuos que se comprometían a título personal con el pariente mayor a cambio de protección; encartados y acostados que solían constituir la tropa y lo hacían por comida y alojamiento.
En el País Vasco, las principales familias que componían los linajes de los diferentes bandos son:
- Gamboínos: Familias de Gamboa, Guevara, Balda, Elgueta,  Muguerza (en Elgoibar),  Olaso, Abendaño, Ayala (en Vitoria), Leguizamón (en Bilbao) y Bañez (en Mondragón). Tenían como aliados a los agramonteses y al Reino de Navarra.
- Oñacinos: Familias de Oñaz, Mendoza, Loyola, Lazcano, Mújica, Butrón, Salazar, Emparan, Unzueta, Calleja (en Vitoria), Zurbaran (en Bilbao), Salcedo (en Murguía y Astigarraga) y Guraya (en Mondragón). Tenían como aliados a los beamonteses y a la Corona de Castilla.

En Cantabria, las principales familias que componían los linajes de los dos bandos son:
- Giles: Familias de Martínez de Solórzano, Sánchez de Venero, Castillo (después de 1400), Setien, Alvarado, Ceballos, Marroquín, Escalante, Villota, Cachupín y Velasco.
- Negretes: Familias de Agüero y Castillo (antes de 1400), de la Obra

## Bandos en Guipúzcoa

### Gamboínos
- Olaso en Elgóibar.
- Muguerza en Elgoibar.
- Balda en Azcoitia.
- Zarauz en Zarauz.
- Iraeta en Aizarna (Cestona).
- Zumaya o Gamboa en Zumaya.
- Jaolaza o Elgueta en Elgueta.
- Cegama de los Ladrones en Cegama.
- San Millán o Done María en Cizúrquil.
- Achega en Usúrbil.

### Oñacinos
- Lazcano en Lazcano.
- Loyola y Emparan en Azpeitia.
- Berástegui en Berástegui.
- Aguirre en Gaviria.
- Arriarán en Ormáiztegui.
- Yarza en Beasáin.
- Alcega o Alzaga en Hernani.
- Amézqueta en Amézqueta.
- Unzueta en Éibar.
- Ceráin en Ceráin.
- Lizaur en Andoáin.
- Murguía en Astigarraga.
- Ozaeta en Vergara.
- Gabiria en Vergara.
- Ugarte en Rentería.
- Butrón en Gatica.

## Guerra de bandos en Cantabria
En Cantabria, la guerra empieza a raíz de la rivalidad entre los solares rivales de Agüero y de Solórzano en la comarca de Trasmiera. Controlan cada uno entre 30 y 40 pueblos de Trasmiera y Las Merindades según el Becerro de las Behetrías de Castilla en 1350. Lope García de Salazar nos cuenta «las enemistades e malquerençias que ovo entre los solares de Agüero e de Solórzano e de las cosas entre ellos acaeçidas».' Ambos son caballeros del primer círculo de Enrique II que le ayudan a ganar la guerra civil contra su medio hermano Pedro el Cruel y le acompañan en batallas de la reconquista. A la muerte de Enrique II en 1379, Juan I no parece confirmar las mercedes enriqueñas que su padre hizo a los caballeros Pedro González de Agüero y Ruy Martínez de Solorzano. Se entabla la contienda entre Giles y Negretes en cuanto fallece Juan I en 1390. 

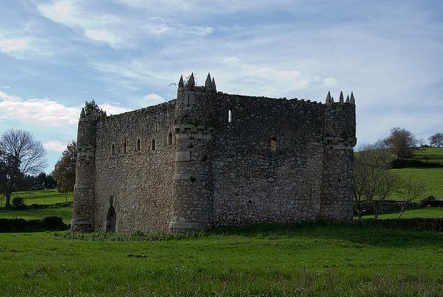
Castillo de Agüero (Cantabria).

«Fállase por memoria que, como quier que los solares de Agüero e de Solórzano fuesen muy grandes en Trasmiera, que al comienço el de Agüero fuese el mayor de los Giles, el de Solórzano el mayor de los Negretes». Todo empieza con una escaramuza donde murió un escudero de Ruy Martínez de Solorzano durante una discusión sobre hacer un catastro par repartirse las tierras: «Estos solares de Agüero e de Solórzano en voz, en asonadas, sobre fazer un cadahalso. E morió allí, en una escaramuça que ovieron, Diego de la Puente, que era buen escudero de Solórzano, de una saetada que le dieron».
«En el año del Señor de mil CCCXC años (1390) mataron los de Çavallos (o Ceballos, de los giles) a Gonzalo Gómez de Agüero (negretes), hijo bastardo de Pero González (de Agüero), que era tutor de Pero González IV, su sobrino, que era moço». Este episodio fue fatal para el clan de Agüero. En 1392, Pedro González de Agüero IV con solo 16 años se venga matando en su casa a Juan Caveça de Eras, del clan de los Giles. Su venganza llegó a las orejas del rey, y su reacción fue acudir a Juan de Velasco, «que lo avía criado e vivía con él», para que intercediera por él ante Enrique III, pero la reacción hostil del rey le obligó a huir a Francia. Lo que aprovechó Juan Fernández de Velasco y le arrebató sus vasallos y fueros de Trasmiera (Gonzalo de Setién en Retuerto, Gonzalo Gómez de Güemes, Juan González de Herrera, García Ferrández de Isla), consolidando su poderío en esta zona.
La contienda sigue por una pelea entre dos hermanos de dos barrios de Castillo, Pedro (barrio de San Pedro) y Garci Sánchez de Castillo (barrio de Venero). Apartaron parientes, haciendo dos bandos y entablaron una guerra particular. Pedro recurrió al solar de los Agüero (Negretes) a buscar ayuda y Garci al de los Solórzano (Giles). En ayuda de Pedro Sánchez de Castillo se levantaron todos los negretes trasmeranos, con Gonzalo Gómez de Agüero al mando contra Garci, ahora apellidado Sánchez de Venero, de los giles, comandados por Ruy Martínez de Solórzano II. Pelearon por la zona de Castillo y fueron desbaratados los giles, muriendo algunos de ellos. Se volvieron a sus comarcas, llevando muchos heridos.

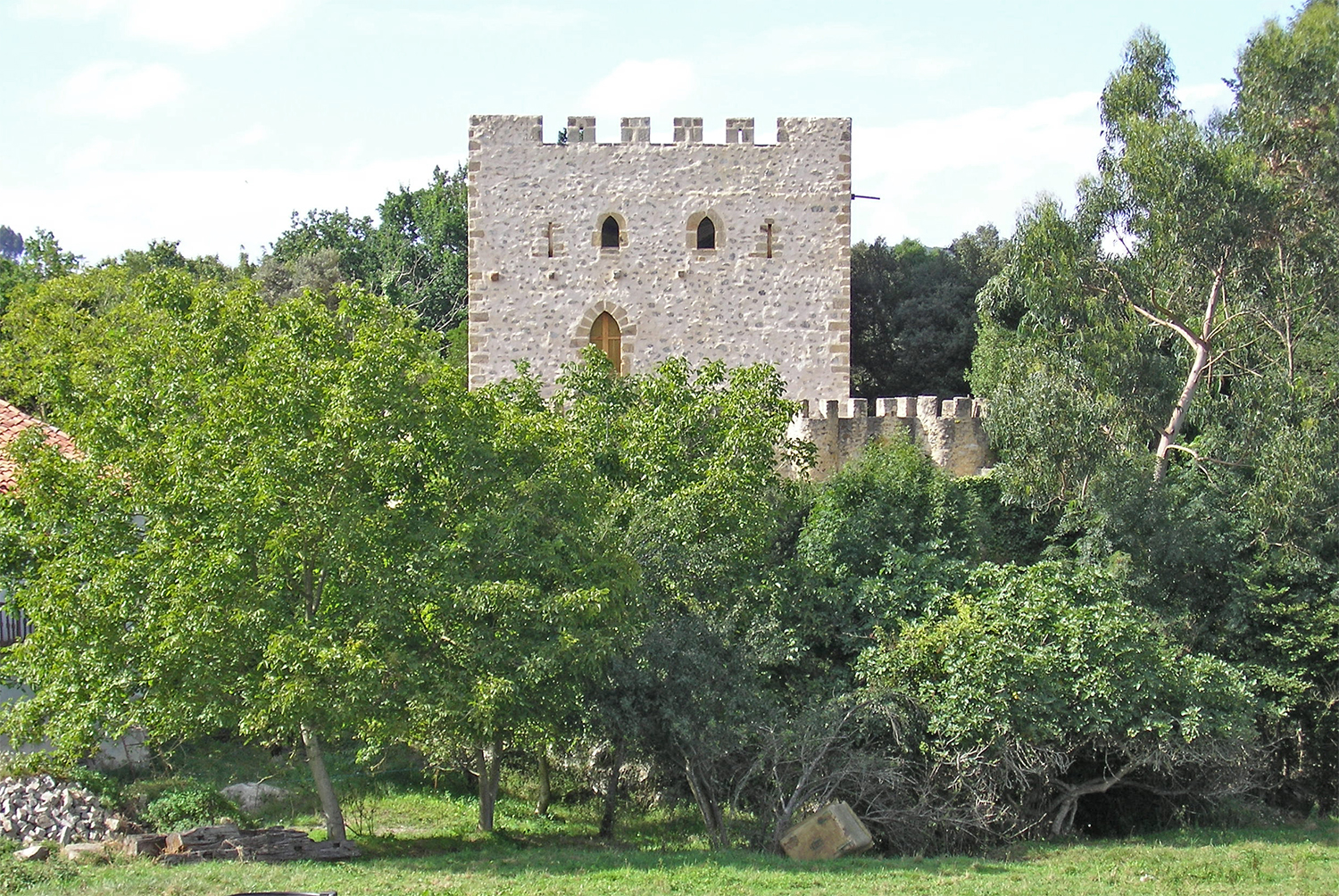
Torre de Castillo en el Barrio del Venero

«En el año del Señor de 1401 pelearon escuderos d'este Pero González de Agüero e los Giles e d'Elvarado e Vega en Tranbasaguas, estando doña Juana de Múxica, su tía, con ellos, e fueron vençidos los Giles; e morió allí Alonso d'Elvarado, fijo de Juan Sánchez d'Elvarado, que venía merino por Juan de Velasco, e otros e fueron muchos feridos de los vençidos».
La lucha pasa a la generación siguiente en Noja donde vivían dos primos, Fernando de Castillo, hijo de Pedro Sánchez de Castillo y Juan Alonso de Venero, hijo de Garci, casados con dos hermanas, hijas de Juan Sánchez de Salazar. Murió Juan Alonso de las heridas que le causaron y, por esta muerte, hubo muchos ajustes de cuentas entre los de Castillo negretes y los de Venero giles. La torre llamada «de Velasco» situada en el barrio del Venero en Castillo Siete Villas, es un vestigio de la guerra de bandos: era más conocida antiguamente como la Torre de Negrete o la Torre de los Castillo.
En 1409, Pedro González de Agüero IV (negretes) es apresado volviendo de Andalucía siendo degollado en Valladolid. A su muerte dejó dos hijos, Pedro González de Agüero V y García de Agüero. El primero se casó con María de Velasco, reconociendo, así, la primacía de los Velasco en Trasmiera y gracias a lo cual pudo mantener buena parte del extenso patrimonio de este linaje en Trasmiera.
En Laredo, en el último tercio del siglo XIV el linaje de la Obra, representado por Sancho Gómez de Castillo, se enfrenta al linaje de los Villota que pretendía apoderarse de todos los oficios de la villa al morir el pariente mayor de los de la Obra, Juan Fernández de la Obra. En el enfrentamiento murió, Juan Pelegrín del linaje de Villota. El enfrentamiento entre los Linajes de Villota, Cachupín, Del Hoyo y de la Obra sigue a lo largo de todo el siglo XV con episodios violentos en 1445, entre los linajes de Villota y Cachupín contra el linaje de la Obra. El 29 de enero de 1480 existe una orden legal para que el concejo de Laredo cumpla la sentencia arbitraria dada «para acabar los debates entre los linajes de La Obra y Cachupín, suscitados como secuencia de las guerras del reinado de Enrique IV».. Así todo, las relaciones de alianza se rompen entre los linajes de Villota y Cachupín, cuando en 1487 los miembros del linaje Cachupín deciden vengarse de los Villota, por el asesinato de su pariente mayor, Ruy González Cachupín.
En Potes, hubo confrontación entre los linajes de Manrique-Castañeda y Mendoza por el señorío del pueblo.

## La finalidad de las luchas
La finalidad de estas luchas estaba en el mantenimiento de las rentas y estatus social que venían menguando con el nacimiento y pujanza de las villas. En palabras de Lope García de Salazar, cronista banderizo, estas luchas se hacían para saber quién valía más en la tierra o, como señala fray Juan de Victoria en el siglo XVI, cuál ser más y mandar más. Estas definiciones cuajan en dos grandes apartados, el mantener y aumentar las posesiones y en el honor y fama pública, adoptando una serie de valores como la valentía, el arrojo, el pundonor, la caballerosidad, etc. Existía un código de honor en el que se marcaban ciertas normas, como las de no hacer la guerra sin razón, no quebrantar las treguas, no matar a traición, guardar la palabra dada, etc.

## Las luchas
La principal fuente sobre las guerras banderizas es Las Bienandanzas e Fortunas de Lope García de Salazar, escrito hacia 1471.
Las guerras se intensificaron, en parte, por los efectos desestabilizadores de la guerra civil castellana y a la debilidad política posterior de la Casa de Trastámara. Que el Señorío de Vizcaya, atribuido históricamente a la Casa de Haro, quedara en poder del rey Enrique II en 1370 y se integrara en 1379 en el Reino de Castilla, no hizo más que exacerbar los efectos de la anarquía política en la región. El surgimiento de las villas y ciudades, especialmente Bilbao y Bermeo, dio lugar a la lucha por el poder municipal entre las familias urbanas ricas. Por su parte, la nobleza terrateniente se esforzó por proteger sus feudos, que poseían desde siglos atrás.
Anteriormente, ya había habido enfrentamientos de ambos linajes de la nobleza rural vasca. Prueba de ello fueron en Álava las disputas entre los bandos oñacino, representado por los Mendoza, y gamboíno, a cuyo frente en tierras alavesas estaban los Guevara; como sucedió en la batalla de Arrato en torno a 1200.
En 1362, en la etapa temprana de los conflictos, las familias Leguizamón y Zurbarán se enfrentaron en una batalla en las calles de Bilbao. Lucharon de nuevo en el mercado de Bermeo en 1413 y a partir de entonces, y hasta 1433, los combates entre los dos bandos continuaron sin tregua. Los Basurto, que habían sido enemigos de los Leguizamón, lucharon en el bando de los Zurbarán. La guerra urbana fue a menudo menos letal que las batallas libradas en campo abierto: cinco hombres murieron en un altercado en Bilbao en 1440 y diez en las calles de Bermeo en 1443. En ese tiempo, también las calles de Vitoria fueron escenario de las luchas entre los Calleja y los Ayala, en las que destaca el asalto la noche de Navidad de 1406 a la iglesia de San Vicente.

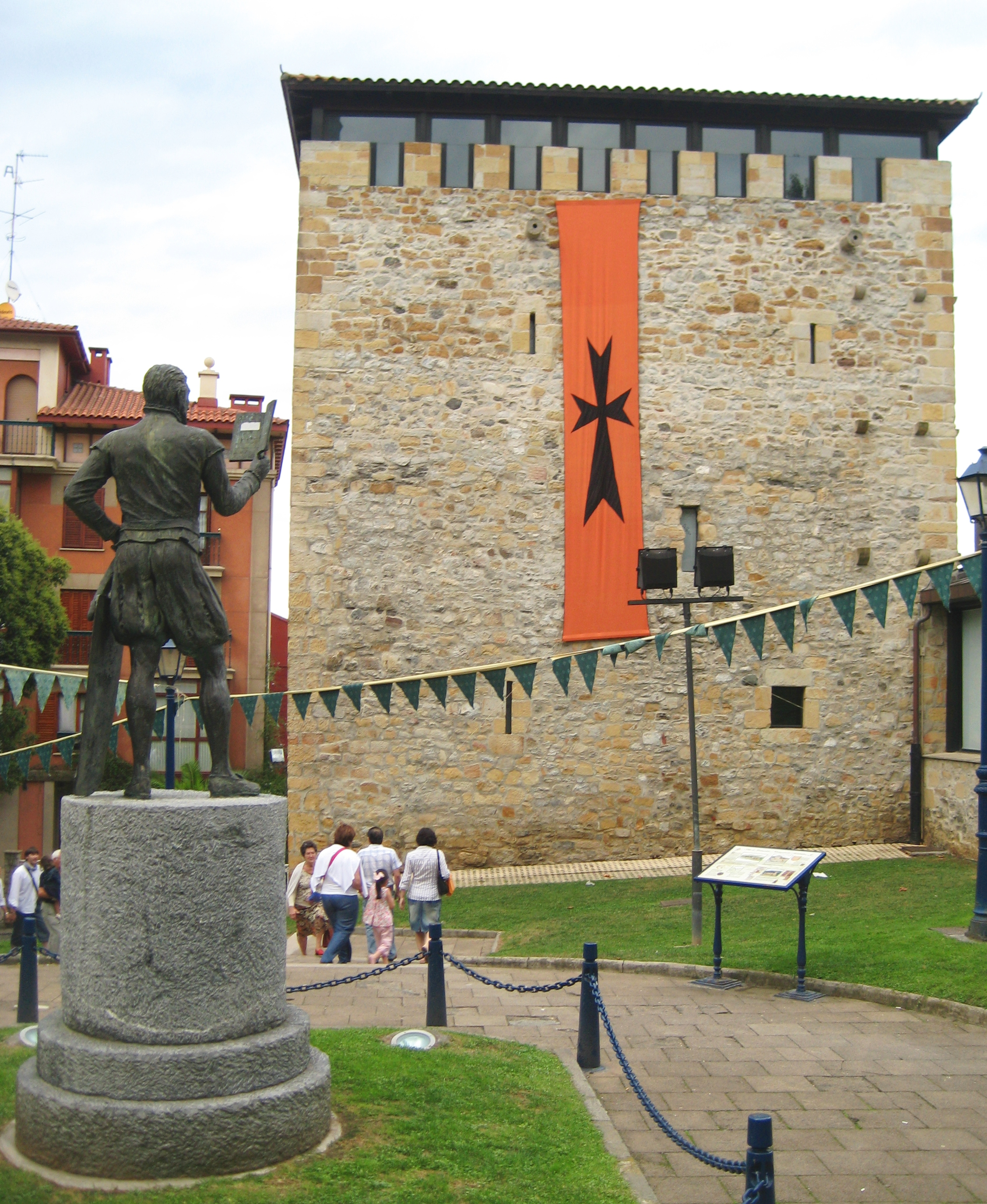
Torre de Salazar y monumento a Lope García de Salazar, en Portugalete, Vizcaya.

Pese a que en 1390 y 1393, la guerra en Vizcaya se había reducido por la intervención de las Hermandades. En 1415, el corregidor, autoridad de la Hermandad designado por el poder real, desvió el trigo vizcaíno a Asturias, provocando una rebelión. Los vizcaínos fueron derrotados en Erandio con la pérdida de sesenta hombres y las transferencias de trigo continuaron.
La guerra de bandos en Cantabria se desata a la muerte de Pedro I en 1390 entre el mayor señor de Trasmiera: Pedro González de Agüero y su rival Ruy Martínez de Solorzano aliado de los Velasco. La proximidad del Rey con los Velasco y la inmensa red político familiar de la Casa de Velasco manejando el conflicto desde la Corte, a través de su alianza local con los Solorzano asentados en la Casa Pico Velasco en Carasa desde enero de 1390, hizo ineluctable la pacificación de la zona por los Giles. La victoria de los Velasco fue absoluta con la muerte de Pedro González de Agüero IV en 1409. Los hijos se dieron cuenta de que la lucha con los Velasco era desigual y que más valía casarse con ellos. Ya era tarde para levantar impuestos señoriales medievales, las cuatro villas estaban en plena expansión. El jugoso negocio de los Velasco, encargados por el Rey de recaudar los Diezmos del mar en Laredo y de la ruta de la meseta, podía seguir sin sufrir ninguna amenaza interior. La derrota del clan de Salazar contra los Castillo aliados de los Velasco en la zona de Castro Urdiales (con el encarcelamiento de Lope Garcia de Salazar) consolida definitivamente la frontera entre Cantabria y el País Vasco.
El conflicto de bandos no se reduce a las provincias vascongadas y en 1413 una guerra privada estalló entre Juan de Sant Pedro (o Saint-Pée) de la zona de Labort (entonces parte del Ducado de Gascuña, en manos de los ingleses) y las casas navarras de los Espeleta y los Alzate. Después de que el jefe de los Alzate y su hijo fueran asesinados, Fernando, de la familia Gamboa de Guipúzcoa casó a su hijo con la hija y heredera de los Alzate. En consecuencia dirigió un ataque contra Juan de Sant Pedro, para vengar a la familia de su nuera. No obstante, fue derrotado y muerto, quedando 150 hombres muertos en el campo e batalla. En Estella, las dos facciones enfrentadas fueron los Ponce y los Learza.
Alrededor de 1420, los gamboínos extendieron su feudo con un asalto nocturno a la familia Oñaz, también de Guipúzcoa. En Navidad, el feudo de los Oñaz empezó a arder y el jefe de la casa más otros nueve individuos murieron en el incendio. Las tierras de la familia Oñaz también fueron devastadas por los gamboínos y sus aliados, pero los aliados de los Oñaz salieron en su defensa. De estos últimos, los Lazcano atacaron a la familia Balda, aliada de los gamboínos, y mataron a su líder. Así, esta pequeña guerra se convirtió en una compleja red de venganzas familiares.
En 1442 las hermandades intervinieron con éxito en Bilbao y Mondragón, pero la paz establecida no duró mucho. Se sucedieron los enfrentamientos entre el linaje de Avendaño, señores de Villarreal, con los linajes de Butrón y Mújica presentes en Aramayona en torno a la torre de Barajuen. Los gamboínos y los Balda lucharon contra los Oñaz y los Lazcano en Urrechu en 1446. Los Oñaz salieron victoriosos y quemaron la fortaleza de los gamboínos en Azcoitia. Setenta hombres y doce de los líderes fueron asesinados. Las familias, con todas sus amplias redes de aliados, se enfrentan de nuevo en 1447 y tiene lugar el incendio de Mondragón en 1448.
En 1457, las guerras entre los gamboínos y los oñacinos en Guipúzcoa tuvieron un abrupto final cuando las hermandades se rebelaron contra ambos y tras ser retadas las villas en el desafío de Azcoitia, recurren a Enrique IV, quien ordena derribar sus casas-torre y expulsa del territorio a sus líderes entre uno y cuatro años a la frontera andaluza.
Con la vuelta del destierro de los principales señores, se reanudan episodios violentos como la batalla de Elorrio en 1468. El intento por parte del Conde de Haro de hacerse con el Señorío de Vizcaya, provocará una inusual y momentánea reconciliación entre ambos bandos para hacerle frente en la conocida como batalla de Munguía de 1471, gracias a la intervención del Conde de Treviño. Y en 1479, un grupo de peones y hombres a caballo, reunido por gamboínos de los Guevara, los Ayala, así como por la Hermandad de Álava, ataca la casa-torre de los Lazcano en sus propiedades de Contrasta resultando muerto el oñacino guipuzcoano Juan López de Lazkano.

## El final de los enfrentamientos
Como se ha dicho, las rivalidades entre los bandos llegaron también a plasmarse en el interior de las villas. Al competir los diferentes parientes asentados en ellas por el control de las instituciones municipales, se llegó incluso a rivalizar entre familias del mismo bando por ello.
Las villas se defendieron de la nobleza rural mediante la creación de las Hermandades, embrión de lo que luego serían las Juntas Generales o Diputaciones, contribuyendo así a la conformación de la provincia. Aliada de las villas en la lucha contra la nobleza rural se encontraba la Corona de Castilla. La alianza en pro de la superación de la conflictividad social que las luchas de bandos creaban dio como resultado la derrota de los parientes mayores, que resultaron desterrados a la frontera de Granada y la disolución de sus tropas, así como el derribo de sus casas torres o el desmochado de las mismas reconvirtiéndolas en residencias rurales.